# Epos

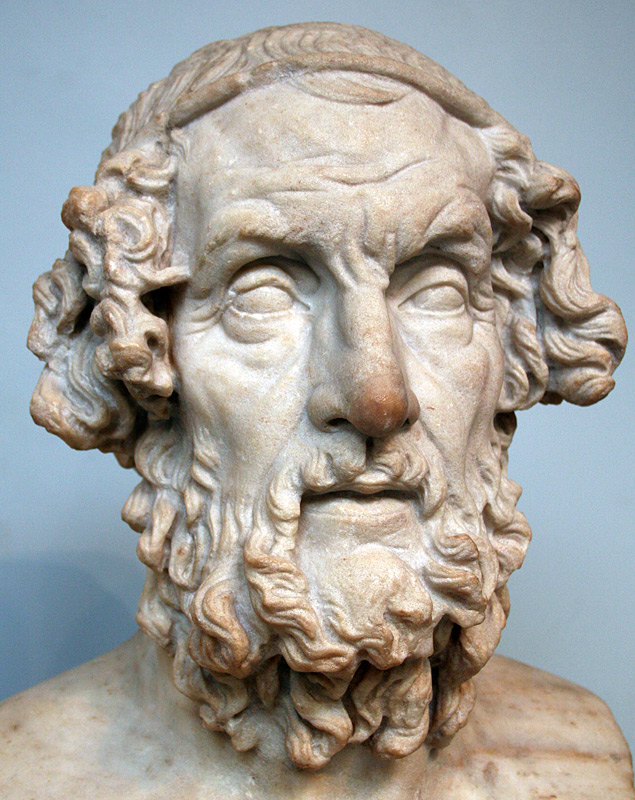
Homér, autor eposů Illias a Odyssea

Epos či epopej je rozsáhlá epická veršovaná báseň. Kompozice těchto děl bývá volná, děj je pomalý a je tvořen epizodami. Mluví se o takzvané epické šíři.
Epos zpravidla vypráví o hrdinských činech, proto se mluví o hrdinském eposu, a týká se událostí významných pro určitý národ, proto se mluví o národním eposu.
Nejstarší eposy vychází z mýtů a odehrávají se v blíže neurčeném čase. Příkladem jsou sumerský Epos o Gilgamešovi (cca 2 100 př. n. l.), starořecké eposy Ilias a Odysseia (8. století př. n. l.) nebo indické eposy Mahábhárata (4. století př. n. l. – 4. století n. l.) a Rámájana (3. století). Ve středověké Evropě vznikla také řada eposů, označovaných zpravidla jako rytířské či dvorské, jedná se například o díla vypravující o Rolandovi, králi Artušovi, Tristanovi a Isoldě nebo Nibelunzích.

## Základní rozdělení
Podle tematiky je možné eposy rozdělit na:
- mytický epos – jeho představitelé jsou bozi a mytické postavy (např. babylónský Enúma eliš)
- hrdinský epos – pojednává o lidských hrdinech nezaznamenaných historií (např. řecká Odyssea)
- historický epos – jeho hrdinové jsou historické postavy (např. německá Píseň o Nibelunzích)
- dvorský (rytířský) epos – vyzdvihovaly a oslavovaly ideál rytíře statečně a věrně sloužícího vladaři, bojujícího za víru a dvořícího se milované ženě (např. Tristan a Isolda)
- duchovní epos – vychází z náboženských námětů (např. Dante: Božská komedie)
- romantický epos – epos s fantastickou a emocionální složkou (např. Byron: Don Juan)
- moderní epos – označení pro rozsáhlý román z moderní doby (např. Joyce: Odysseus)
- didaktický epos – označení pro epos s poučným charakterem (např. Dante: Božská komedie – duchovně-didaktický epos)

Nejstarší eposy byly šířeny ústně (jako vyprávění anebo jako zpěv za doprovodu hudebních nástrojů). Ostatní eposy lze označit jako umělé – většinou je znám jejich autor a na jejich vývoji se nepodílela ústní lidová slovesnost.

## Národní eposy

### Evropa
- Anglie
  - Beowulf
  - Morte d’Arthur, česky Artušova smrt (autor Thomas Malory)
  - Král Alfred (John Fitchett)
- Čechy: Alexandreis (též Alexandreida)
- Chorvatsko
  - Osman (Ivan Gundulić)
  - Smrt Smail-agy Čengiće (Ivan Mažuranić)
- Estonsko: Kalevipoeg
- Finsko: Kalevala
- Francie
  - Píseň o Rolandovi
  - Chanson de Guillaume – Píseň o Vilémovi
  - romány Chrétiena de Troyes:
    - Erec et Enide – Erec a Enida
    - Cligès
    - Chevalier à la charette – Rytíř na káře
    - Chevalier au lion – Rytíř se lvem
    - Conte du graal – Vyprávění o grálu

  - Tristan a Isolda (jedna verze od Thomase D’Angleterre, druhá verze od Béroula)
- Irsko: Táin Bó Cuailnge – Tažení za býkem z Cuailnge
- Itálie: Božská komedie (Dante Alighieri)
- Kalmykové: Džangar
- Komi-mu:
  - Bjarmija
  - Komijský národní epos
- Lotyšsko: Lāčplēsis (Andrejs Pumpurs)
- Maďarsko: Obléhání Sigetu (Mikuláš Zrinský)
- Marijsko:
  - Zpěv o bohatýru Čotkarovi
  - Jugorno
  - Kytky süan
- Mordva:
  - Píseň o Mordvínech
  - Sijažar
  - Píseň o knížeti Ťušťovi
  - Ermez
  - Mastorava
- Německo:
  - romány Hartmanna von Aue:
    - Erec
    - Iwein

  - Der Nibelunge Nôt – Píseň o Nibelunzích
  - Parzival
  - Lohengrin
  - Gudrun
- Norsko: staronorské ságy
- Polsko
  - Wojna chocimska, česky Chotimská válka (Wacław Potocki)
  - Jagiellonida, též Jagellonida (Dyzma Bończa-Tomaszewski)
  - Pan Tadeáš (Adam Mickiewicz)
- Rusko:
  - byliny
  - Slovo o pluku Igorově
- Řecko:
  - Ílias (Homér)
  - Odysseia (Homér)
- Řím: Aeneis, též Aeneida (Vergilius)
- Slovensko
  - Svätopluk
- Slovinsko
  - Krst pri Savici, česky Křest nad Savicí (France Prešeren)
- Srbsko a další balkánské země: Junácké písně
- Španělsko:
  - Cantar de mio Cid (neboli Poema de Cid), česky Píseň o Cidovi
  - El ingenioso hidalgo Don Quijote de la Mancha, česky Důmyslný rytíř Don Quijote de la Mancha (Miguel de Cervantes y Saavedra)
  - Amadís de Gaula, česky Amadis Waleský (Garci Ordóñez de Montalvo)
- Tataři:
  - Jusúf a Zelíchá / Júsuf a Zulaicha (Firdausí) - viz Persie
  - Chora Batir
- Udmurtsko: Dorvyžy
- Wales:
  - Mabinogion
  - Y Gododdin (Aneirin)

### Asie
- Arménie: Sasunci Davith
- Babylónská říše: Enúma eliš
- Barma: Yama Zatdaw
- Burjati: Geserchán
- Čína: Putování na západ (dvě části: Opičí král Sun Wu-kchung, Tripitaka), román (Wu Čcheng-en)
- Filipíny:
  - Maradia Lawana
  - Daragen
  - Biag ni Lam-Ang (Život Lam-Anga)
  - Hinilawod
- Gruzie:
  - Amiraniani
  - Etheriani
  - Amirandaredžaniani
  - Muž v tygří kůži (Šotha Rusthaveli)
- Indie:
  - Rámájana (Válmíki)
  - Mahábhárata (Vjása)
  - Sri Ramacharit Manas (Tulasidas)
  - Silappadhikaram
  - Siri
- Indonésie:
  - Bharathajudha
  - Nagarakertagama
  - Kakawin Rámájana (Jáva)
  - Ramakavaca (Bali)
- Írán (Persie):
  - Šáhnáme (Kniha králů) (Firdausí)
  - Júsuf a Zulaicha (Firdausí)
  - Vámik a Azrá (Unsurí)
- Izrael: Tanakh
- Jakuti: Oloncho
- Japonsko:
  - Kodžiki (Zápisy o dávných věcech)
  - Hógen monogatari (Příběh Hógen)
  - Heidži monogatari a Heike monogatari (Příběh rodu Taira)
  - Gempei seisuiki (Kronika rozkvětu a pádu Minamotů a Tairů)
  - Gendži monogatari (Příběh prince Gendžiho) (Šikibu Murasaki)
- Kambodža: Reamker
- Karakalpakové:
  - Kyrk kyz (Čtyřicet dívek)
  - Garyp-ašyk
- Kyrgyzstán: Manas
- Korea: Samguk Josa
- Laos: Phra Lak Phra Lam
- Malajsie:
  - Hikayat Seri Rama
  - Sejarah Melayu
  - Hikayat Hang Tuah
  - Bidasari
- Mansijsko: Jangal-maa
- Mongolsko: Tajná kronika Mongolů
- Borte Sino
- Orjati: Džangar
- Thajsko:
  - Ramakien
  - Sepha Khun Chang Khun Phaen
- Tibet: Král Gesar
- Turecko: Ergeneton
- Turko-tatarské národy (Kazaši, Turkmeni, Uzbeci):
  - Alpamyš
  - Körogly
- Turkmeni: Šasenem ve Garyp
- Sumer: Epos o Gilgamešovi
- Vietnam: Kieu

### Amerika
- Delavarové: Walam Olum
- Irokézové: (Píseň o Hiawathovi) (Henry Wadsworth Longfellow)
- Mayové: Popol Vuh
- Chile: Araukana (Alonso de Ercilla y Zuñiga)
- Brazílie: Caramuru (Santa Rita Durão)

### Afrika
- Etiopie: Kebra Nagast
- Mali: Epos o Sunďatovi
- střední Afrika: Lianja
- západní Afrika: Silamaka

## Junácké písně
Počátek junáckých (junák = hrdina) písní můžeme sledovat už ve 12. století, avšak nejzřetelněji se rozšířily do povědomí lidí až po bitvě na Kosově poli roku 1389. Zprvu se šířily pouze ústním podáním. Až roku 1914 vydal srbský básník Vuk Štefanič Karadžič první sbírku Národních písní srbských, jež byla vydána dohromady ve třech vydáních (1814–1815, 1823–1833, 1841–1865). Hrdinské zpěvy z této sbírky zaujaly téměř celou Evropu. Povzbudily zájem o jižní Slovany a zároveň o sběr dalších písní, nejenom na území Balkánu.
Tyto hrdinské eposy opěvovaly činy urozených junáků a popisovaly jejich obětavost a pohrdání životem především v bojích za svobodu národa. Byly přednášeny za doprovodu guslí a počátek tohoto ztvárnění můžeme sledovat už v praslovanském období. Tito guslaři pěli buď ze záliby, jiní přednes hrdinských písní měli jako povolání. Prezentovány byly, tak jak je u těchto hrdinských eposů obvyklé, na ulicích, trzích a o církevních slavnostech.
Existuje mnoho typů junáckých písní, které se vždy točí kolem určitého tématu. Prvním z nich jsou písně o kralevici Markovi, jež je opěvován jako junák, který se účastnil bojů proti Turkům. Tento  typ je značně idealizovaný, a zároveň se objevuje ve zpěvech, které se mají odehrávat od čtrnáctého do šestnáctého století. Druhý typ je zaměřen na opěvování bitvy na Kosově poli, pod který řadíme i mnoho písní o zahynutí otce Jug-Bogdana a jeho devíti synů, kteří zde také zemřeli. Třetí typ velebí boje Hajduků proti Turkům. Další, jenž není úplně výtvorem jižních Slovanů jsou junácké písně, které vytvořili sami Turci, např. Šechovič Osman.
V těchto písních se často objevují i náměty z legend.  Psaly se veršem desetislabičným bez rýmů, jež je pro jihoslovanské hrdinské eposy typický. Díky orientálním vlivům a příznivé geografické poloze byla balkánská kultura uchráněna vlivům kultury západní. Některé texty a nápěvy se prolínaly s tureckými výrazy, jelikož vliv Turků byl na tomto území opravdu znatelný.
Junácké písně byly však sbírané i na slovinském území, kde nejznámější sbírkou je svazek Slovinských národních písní Karla Štrekelje. V porovnání srbské a slovinské epiky je ta slovinská o mnoho chudší, jelikož jak se předpokládá, v raném feudálním období byla na slovinském území znatelná absence střední šlechty, a protože Slovinsko brzy ztratilo politickou samostatnost, lidovým vrstvám chyběla silnější tradice písní opěvujících hrdiny bojů, rozmnožení motivů výpravných písní apod.
První a nejznámější jihoslovanskou písní, která se stala inspirací pro další lidové písně, byla Hasanaginica, jež vznikla mezi muslimy na dalmatsko-bosenském pomezí. Vznikla mezi léty 1646 a 1649, kdy kolovala opět v ústním podání. Poté ji sebral italský cestovatel a etnograf Alberto Fortis a roku 1774 ji přidal do své knihy Cesty v Dalmácii. To odstartovalo vlnu překladů  a různých druhů ztvárnění téměř po celé Evropě. Šířili ji takoví velikáni jako např. Johann Wolfgang Goethe, Walter Scott či Adam Mickiewizc. V roce 2000 byla předlohou pro první bosenskou operu.
Ukázka Hasanaginica v původním jazyce: 
Šta se b'jeli u gori zelenoj?
Al' je snijeg, al' su labudovi?
Da je snijeg, već bi okopnio,
labudovi već bi poletjeli.
Nit' je snijeg nit' su labudovi, 
Nego šator age Hasan-age;
on boluje od ljutijeh rana.
Oblazi ga mati i sestrica,
a ljubovca od stida ne mogla.
Kad li mu je ranam' bolje bilo,
on poruči vjernoj ljubi svojoj:
"Ne čekaj me u dvoru b'jelomu, 
ni u dvoru, ni u rodu momu."
Kad kaduna r'ječi razumjela,
još je jadna u toj misli stala,
jeka stade konja oko dvora;
tad pobježe Hasanaginica
da vrat lomi kuli niz pendžere;
za njom trče dv'je ćere djevojke:
"Vrati nam se, mila majko naša!
Nije ovo babo Hasan-aga,
već daidža, Pintorović beže."
I vrati se Hasanaginica,
ter se vješa bratu oko vrata.
"Da, moj brate, velike sramote —
gdje me šalje od petero dice!" ...
Zdroje:
Holeček, J.; Junácké písně národa bulharského, 1874
Jugoslávské zpěvy, 1958
Beringer, A.; Výbor z jihoslovanské národní epiky, 1932
Vašíčková, J.; Sběratelská a literární činnost Ludvíka Kuby jako dokument dobového stavu jihoslovanské lidové kultury; Masarykova univerzita 2011. Diplomová práce.